# ستيف فيليبس (لاعب كرة قاعدة)
ستيف فيليبس (بالإنجليزية: Steve Phillips)‏ هو لاعب كرة قاعدة أمريكي، ولد في 18 مايو 1963.

## وصلات خارجية
- ستيف فيليبس على موقعبيزبول رفرنس.كوم (الدوري الثانوي) (الإنجليزية)